# Vanja Stambolovová
Vanja Stambolovová (bulharsky Ваня Стамболова; * 28. listopadu 1983 Varna) je bulharská atletka, sprinterka a překážkářka, jejímiž hlavními disciplínami jsou běh na 400 m a čtvrtka s překážkami.

## Kariéra
V roce 2006 získala stříbro na halovém MS v Moskvě a ve švédském Göteborgu se stala mistryní Evropy v běhu na 400 metrů. 24. ledna 2007 měla při mimosoutěžní dopingové kontrole v Budapešti pozitivní nález na testosteron a později byla potrestána dvouletým zákazem startu, který ji vypršel 9. dubna 2009. První úspěch po návratu zaznamenala na světové letní univerziádě v Bělehradu, kde získala zlatou medaili (400 m př.). Na Mistrovství světa v atletice 2009 v Berlíně skončila v semifinále na celkovém 15. místě a do finále nepostoupila.
V roce 2010 vybojovala na halovém MS v katarském Dauhá bronz (400 m) a na evropském šampionátu v Barceloně si v závodě na 400 m překážek doběhla pro stříbrnou medaili, když časem 53,82 s zaběhla nový národní rekord. Mistryní Evropy se stala Ruska Natalja Anťuchová, která byla o 90 setin sekundy rychlejší.